# Міца Володимир Михайлович
Володимир Михайлович Міца (нар. 12 квітня 1950, Ракошино, Закарпатська область) — український науковець, доктор фізико-математичних наук, професор Ужгородського національного університету, заслужений діяч науки і техніки України (2015), академік Академії наук вищої школи України, зовнішній член Угорської академії наук.

## Біографічні відомості
Народився 12 квітня 1950 року в Мукачеві. Під час навчання у школі закінчив курси телемайстрів і телемеханіків.
Навчався в Ужгородському державному університеті за спеціальністю «радіофізика та електроніка».
Після закінчення університету служив у армії: упродовж 1972—1974 років був начальником звʼязку мотострілецького батальйону в Мукачеві.
Восени 1974-го року був зарахований в аспірантуру при кафедрі фізики напівпровідників Ужгородського університету. Через кілька років захистив дисертацію.
Після закінчення аспірантури з 1979 до 1983 р. працював у Мукачеві в науково-дослідному інституті телевізійної техніки. Цей інститут супроводжував розробку телевізорів, які виготовляло обʼєднання «Електрон». Володимир Міца тоді займався розробкою плоского екрана, отримав 8 авторських свідоцтв.
1983 року повернувся до Ужгородського університету — на посаду асистента. Працював заступником декана фізичного факультету.
З 1986 року — керівник наукової лабораторії оптичної діагностики матеріалів і наноструктур Інституту фізики і хімії твердого тіла при Ужгородському університеті.
У 1989—1991 роках навчався в докторантурі УжДУ за спеціальністю «фізика напівпровідників і діелектриків».
З 1991 року — доцент кафедри твердотільної електроніки, з 2003 — професор цієї кафедри. [Архівовано 20 листопада 2015 у Wayback Machine.]

## Наукова діяльність
В Ужгородському університеті займався розробкою акусто-оптичного елемента для пристрою лазерної наводки на ціль. Спектроскопічним методом було виявлено, що у халькогенідів, які можуть використовуватися в дефлекторі, дуже багато домішок. Опираючись на моделі структури стекол, В. М. Міца запропонував очищати вихідні компоненти, а також склад, який мав особливу структуру. Доцент Лев Іванович Дойніков налагодив очищення і синтезував стекла великих розмірів. За цю роботу Лев Іванович Дойніков і тодішній ректор Володимир Гаврилович Шульга отримали премію Ради Міністрів РФСР.
Інші проєкти були пов'язані з оптичним покриттями для потужних лазерів інфрачервоного діапазону.
Результати фундаментальних досліджень В. М. Міци опубліковані у провідних журналах України та за кордоном.
В. М. Міца — автор понад 300  статей, 2 монографій, 11 навчальних посібників. У міжнародній науково-метричній базі «Scopus» зареєстровано понад півсотні його наукових статей з високим імпакт-фактором. Близько сотні публікацій також доступні в базі «Google Академія» [Архівовано 20 листопада 2015 у Wayback Machine.].
У міжнародній науковій мережі з вільним доступом [Архівовано 20 листопада 2015 у Wayback Machine.] до публікацій станом на травень 2015 року зафіксовано 4651 огляд його публікацій ученими світу, а 2465 публікацій скачано відвідувачами цього сайту. На цьому ж сайті 52 вчених з різних континентів ідентифікують себе його послідовниками. [Архівовано 20 листопада 2015 у Wayback Machine.]
Періодично бере участь у світових конференціях із аморфних і мікрокристалічних напівпровідників, виступає з доповідями і керує секціями на Європейському конгресі зі спектроскопії, щорічно є учасником і членом оргкомітетів міжнародних і вітчизняних конференцій.
З 1991 року є рецензентом провідних світових журналів Solid State Communication та Journal non Crystalline Solids, а з 2000 року — рецензент журналу Journal of Optical and Advance Materials.

## Освітня робота
Викладацька діяльність В. М. Міци нероздільно пов'язана з науковою. Навчальні курси, які він читає на фізичному факультеті Ужгородського національного університету (технологічні основи електроніки, твердотільна електроніка та ін.), продовжують його наукові інтереси.
З 2009 року В. М. Міца став завідувачем підготовчого відділення УжНУ, а з 2010 — деканом факультету довишівської підготовки цього ж вищого навчального закладу.
Успішно працював відповідальним секретарем приймальної комісії УжНУ.

## Міжнародна співпраця
У 1991 році, коли В. М. Міца перебував на конференції в Німеччині, сталося ГКЧП. У міністерстві іноземних справ Німеччини йому та ще 21 вченому із колишнього СРСР запропонували політичний притулок. Але ніхто там не лишився: у вчених були інші цінності.
Учений підтримує досить широкі міжнародні звʼязки: Хорватія, Словаччина, Угорщина, Болгарія, Італія, Швеція, США та ін. країни.
У 2001 році виступав з усними запрошеними доповідями в США — в університеті міста Санта-Клара (Каліфорнія) та на засіданні товариства інженерів-електриків США.

## Родина
Батьки Володимира Михайловича народилися в селі Репинному, що на Міжгірщині. Батько — перший випускник Мукачівського сільськогосподарського технікуму, після закінчення якого працював у колгоспі імені Димитрова. Мати почала працювати в тому ж колгоспі в 1948 році, перед виходом на пенсію була завідувачем відділу кадрів.
Батько закінчив також сільськогосподарський інститут, мав кваліфікацію вченого-агронома, а згодом здобув історичну освіту. Займався адміністративною роботою в агрогосподарстві, тривалий час працював директором школи. За адміністративну роботу був відзначений орденом Леніна.
Дядько — Тарахонич Дмитро Михайлович — зачитував маніфест воззʼєднання Закарпаття із Україною на зʼїзді народних комітетів у Мукачеві 1944 року; після війни він став секретарем обкому партії, був одним із засновників Ужгородського університету.
Інший дядько — Алекс Міцо — автор відомої монографії «Цифрове логічне тестування і симулювання», 17 років працював у IBM, конкурував із Біллом Гейтсом.
Має двох синів. Старший син Владислав — начальник управління розвитку підприємництва і ринкових відносин Головного управління економіки Закарпатської ОДА. Молодший — Олександр — кандидат технічних наук, завідувач кафедри інформаційних управляючих систем та технологій УжНУ [Архівовано 20 листопада 2015 у Wayback Machine.].